# 産業競争力会議
産業競争力会議（さんぎょうきょうそうりょくかいぎ）は、第2次安倍内閣において、日本経済再生本部の下に開かれる会議体。2013年1月23日に第1回会議が開催された。2016年9月9日、未来投資会議の新設に伴い廃止され、審議内容が引き継がれることとなった。なお、後継の未来投資会議は2020年10月に廃止が決定している。

## 組織
- 議長：内閣総理大臣
- 議長代理：副総理
- 副議長：経済再生担当大臣兼内閣府特命担当大臣（経済財政政策担当）、内閣官房長官、経済産業大臣兼産業競争力担当大臣
- 構成員:内閣総理大臣が指名する国務大臣並びに産業競争力の強化及び国際展開戦略に関し優れた識見を有する者のうちから内閣総理大臣が指名する者

### 民間議員(有識者委員)
- 岡素之 - 元住友商事社長、元内閣府規制改革会議議長
- 金丸恭文 - フューチャーアーキテクト会長兼社長（2014年9月に就任）
- 小林喜光 - 三菱ケミカルホールディングス社長（2014年9月に就任）
- 小室淑恵 - ワーク・ライフバランス社長（2014年9月に就任）
- 竹中平蔵 - 慶應義塾大学総合政策学部教授及びグローバルセキュリティ研究所所長、株式会社パソナグループ取締役会長、元総務大臣・郵政民営化担当大臣・内閣府特命担当大臣（経済財政政策）・内閣府特命担当大臣（金融）
- 橋本和仁 - 東京大学大学院工学系研究科教授、東北師範大学名誉教授
- 三木谷浩史 - 楽天会長兼社長、新経済連盟代表理事
- 三村明夫 - 日本商工会議所会頭（2014年9月に就任）

### 過去の民間議員
- 秋山咲恵 - サキコーポレーション社長（2014年9月に委員退任）
- 榊原定征 - 東レ会長、日本経済団体連合会会長（2014年9月に委員退任、経済財政諮問会議議員に就任）
- 坂根正弘 - 小松製作所会長、日本経済団体連合会副会長（2014年9月に委員退任）
- 佐藤康博 - みずほフィナンシャルグループ社長、全国銀行協会会長（みずほ銀行暴力団融資事件を受け2013年10月に委員退任）
- 新浪剛史 - ローソン社長兼最高経営責任者、経済同友会副代表幹事（2014年9月に委員退任、経済財政諮問会議議員に就任）
- 長谷川閑史 - 武田薬品工業社長、経済同友会代表幹事（2014年9月に委員退任）
- 増田寛也 - 元総務大臣、元岩手県知事（2013年10月に佐藤前委員の後任として就任）
- 佐々木則夫 - 東芝副会長（2014年9月に就任。不適切な会計処理問題を受け2015年7月21日に委員辞任）

## インフラ運営権の売却提言
2014年5月19日、民間議員は、経済財政諮問会議との合同会議で「空港や水道などインフラの運営権売却」の前倒しを求める案をまとめた。達成期限は2017年。売却規模は2兆円から3兆円。2014年4月から3年間を集中強化期間とし、空港や下水道など計19件の実施を目標としている。

## 高度プロフェッショナル制度
2014年5月24日、「残業代ゼロ制度」の導入が検討されている。これは、「働いた時間では無く、成果に応じて報酬を支払う」という制度。この提案をした経済同友会代表幹事の長谷川閑史は、「一般従業員に適用する場合は本人の合意が前提」「ブラック企業に悪用されることはない」と発言した。しかしNPO法人の今野晴貴代表は、「残業代ゼロが広がれば、労働者が自分の身を守る手段は何もなくなる」「現在でも、違法にサービス残業をさせていても、労使協定さえ結ばなくても、刑事罰を受ける会社はほとんどない」と批判した。

## 過去の産業競争力会議
小渕恵三首相の指示の下、関係大臣及び産業界を代表する者で構成する産業競争力会議を開催していた。